# Milaan-San Remo 1986
De 77e editie van de wielerklassieker Milaan-San Remo werd gereden op 15 maart 1986. De wedstrijd werd gewonnen door Sean Kelly die aan de finish in de sprint sneller was dan Greg LeMond en Mario Beccia.

## Deelnemersveld
Er kwamen 233 wielrenners aan de start, waarvan er 112 de finish zouden halen.
| Deelnemende teams           | Deelnemende teams               |
| --------------------------- | ------------------------------- |
| Ariostea                    | Murella-Fanini                  |
| Atala-Ofmega                | Panasonic                       |
| Carrera-Vagabond            | PDM                             |
| Cilo-Aufina-Gemaez          | Peugeot-Shell-Velo Talbot       |
| Del Tongo-Colnago           | RMO-Méral-Mavic                 |
| Dromedario-Laminox          | Roland-Van De Ven               |
| Ecoflam-Jolly-BFB           | Sammontana-Bianchi              |
| Fagor                       | Santini-Ciere                   |
| Gis Gelati-Oece             | Skala-Skil                      |
| Hitachi-Marc                | Supermercati Brianzoli          |
| Kas                         | Système U                       |
| Kwantum Hallen-Decosol      | Teka                            |
| La Vie Claire-Radar         | Vini Ricordi-Pinarello-Sidermec |
| Lotto-Eddy Merckx           | 7-Eleven                        |
| Malvor-Bottecchia-Vaporella |                                 |

## Uitslag
| Milaan–San Remo 1986 |                            |                                 |          |
| Plaats               | Naam                       | Ploeg                           | Tijd     |
| Winnaar              | Sean Kelly                 | Kas                             | 6u57'19" |
| 2                    | Greg LeMond                | La Vie Claire-Radar             | z.t.     |
| 3                    | Mario Beccia               | Malvor-Bottecchia-Vaporella     | z.t.     |
| 4                    | Giuseppe Saronni           | Del Tongo-Colnago               | +23"     |
| 5                    | Bruno Wojtinek             | Peugeot-Shell-Velo Talbot       | z.t.     |
| 6                    | Luciano Rabottini          | Vini Ricordi-Pinarello-Sidermec | z.t.     |
| 7                    | Adrie van der Poel         | Kwantum Hallen-Decosol          | z.t.     |
| 8                    | Giuseppe Petito            | Gis Gelati-Oece                 | z.t.     |
| 9                    | Rolf Sørensen              | Murella-Fanini                  | z.t.     |
| 10                   | Jean-Philippe Vandenbrande | Hitachi-Marc                    | z.t.     |
| 11                   | Sergio Santimaria          | Ariostea                        | z.t.     |
| 12                   | Alberto Volpi              | Sammontana-Bianchi              | z.t.     |
| 13                   | Emanuele Bombini           | Vini Ricordi-Pinarello-Sidermec | z.t.     |
| 14                   | Ron Kiefel                 | 7-Eleven                        | z.t.     |
| 15                   | Guido Bontempi             | Carrera-Vagabond                | z.t.     |
| 16                   | Nico Emonds                | Kwantum Hallen-Decosol          | z.t.     |
| 17                   | Steven Rooks               | PDM                             | z.t.     |
| 18                   | Ad Wijnands                | Kwantum Hallen-Decosol          | z.t.     |
| 19                   | Dag Erik Pedersen          | Ariostea                        | z.t.     |
| 20                   | Charly Bérard              | La Vie Claire-Radar             | z.t.     |

1907 · 1908 · 1909 · 1910 · 1911 · 1912 · 1913 · 1914 · 1915 · 1916 · 1917 · 1918 · 1919 · 1920 · 1921 · 1922 · 1923 · 1924 · 1925 · 1926 · 1927 · 1928 · 1929 · 1930 · 1931 · 1932 · 1933 · 1934 · 1935 · 1936 · 1937 · 1938 · 1939 · 1940 · 1941 · 1942 · 1943 · 1944 · 1945 · 1946 · 1947 · 1948 · 1949 · 1950 · 1951 · 1952 · 1953 · 1954 · 1955 · 1956 · 1957 · 1958 · 1959 · 1960 · 1961 · 1962 · 1963 · 1964 · 1965 · 1966 · 1967 · 1968 · 1969 · 1970 · 1971 · 1972 · 1973 · 1974 · 1975 · 1976 · 1977 · 1978 · 1979 · 1980 · 1981 · 1982 · 1983 · 1984 · 1985 · 1986 · 1987 · 1988 · 1989 · 1990 · 1991 · 1992 · 1993 · 1994 · 1995 · 1996 · 1997 · 1998 · 1999 · 2000 · 2001 · 2002 · 2003 · 2004 · 2005 · 2006 · 2007 · 2008 · 2009 · 2010 · 2011 · 2012 · 2013 · 2014 · 2015 · 2016 · 2017 · 2018 · 2019 · 2020 · 2021 · 2022 · 2023 · 2024 · 2025
Lijst van beklimmingen